# Retrat de dona (Francesc Miralles)
Retrat de dona és una pintura sobre tela feta per Francesc Miralles i Galaup el 1883 i que es troba conservada actualment a la Biblioteca Museu Víctor Balaguer, amb el número de registre 1648 d'ençà que va ingressar el 1956, formant part de l'anomenat "Llegat 1956"; un conjunt d'obres provinents de la col·lecció Lluís Plandiura- Victòria González.

## Descripció
Dona jove en escorç vestida amb un abric de pells i un barret amb plomes.

## Inscripció
Al quadre es pot llegir la inscripció F. Miralles (superior dreta) 1883 (superior dreta).